# Analavory (Miarinarivo)
Analavory è una città e comune del Madagascar situata nel distretto di Miarinarivo, regione di Itasy. 
La popolazione del comune rilevata nel censimento 2001 era pari a 45 284 unità.